# Географија Пољске
Пољска је држава у Централној Европи. Уопштено се може рећи да је Пољска равница која се простире од Балтика на северу до Карпата на југу.
Земља се простире 876 km од севера на југ и 689 km од истока на запад. Површина Пољске је 312.843 km² (са рекама и језерима). Пољска се налази на деветом месту у Европи по површини, а на осмом по броју становника. Припада средњоевропској временској зони.
Пољска територија се састоји из пет географских подручја. На северозападу уз балтичку обалу Поморја и Гдањског залива налазе се бројне морске превлаке, приобалне дине, језера, реке и канали. Скоро сасвим праву линију обале разбијају Шчећински, Пуцки и Вислански залив, где су и једине природне луке. На северу и у централном делу Пољске су се формирале равнице током леденог доба. Тако су настале четири велике равнице: Мазурска, Кашупска, Поморска и Великопољска. Ови предели су благо брдовите морене у којима постоје бројна језера. Северозападна Пољска (Мазурска равница) је слабо насељено шумско подручје богато језерима. Јужно од равница је подручје широких речних долина Шлеске и Мазовије. Посебно је карактеристично лесно тле у региону Лублина на коме су видљиви значајни ефекти ерозије. Још јужније простиру се предели пољских планина средње висине: Бескиди, Судети, Светокрижке планине и западни Карпати. Највише је подручје планина Високе Татре.

### Границе
Дужина пољских граница износи 3.511 km, а од тога 440 km отпада на морску границу (обала Балтичког мора).
Пољска се граничи:
- западу са Немачком (467 km),
- на југу са Чешком (796 km) и Словачком (541 km),
- на истоку са Украјином (535 km) и Белорусијом (418 km),
- на северу са Литванијом (104 km) и Русијом (Калињинградска област) (210 km).

### Реке
Најдуже реке Пољске су Висла (1.047 km), гранична река Одра (854 km), Варта (808 km) и Буг (772 km) која чини источну границу земље. Укупно 99,7% (312.683 km²) површине Пољске припада сливу река које се уливају у Балтик, од којих су најважније Висла и Одра. Неке мање реке у Судетима припадају сливу Лабе, односно Северног мора. Река Орава у Бескидима се преко реке Ваг улива у Дунав, док се неке мале реке у западним Карпатима преко Дњестра уливају у Црно море.
Реке Пољске се вековима користе за пловидбу. Својим дугим лађама Викинзи су пловили на своје пљачкашке походе рекама Висла и Одра. У средњем и новом веку, транспорт жита и пољопривредних производа из Пољско-литванске државе рекама до Данцига (Гдањска) и даље у западну Европу био је један од најзначајнијих трговачких путева. О времену просперитета сведоче ренесансни и барокни споменици у градовима дуж ових река.

### Планине
Пољска има 21 врх са преко 2.000 m надморске висине и сви они се налазе у планинама Татре. Ово подручје се у Пољској дели на област Високих и Западних Татри. То је највиши планински ланац Пољске и Карпата. Са 2.499 m највиши је врх Риси (Rysy). Други по висини је ланац Бескида (највиши врх: 1.725 m). Највиши врх Судета је Сњежка (Śnieżka) са 1.602 m.
Најнижа тачка Пољске је на -2 метра надморске висине код Елблага.

### Језера
Пољска има око 10.000 језера површине веће од једног хектара, и по томе је једна од језерима најбогатијих држава света. У Европи само Финска има више језера по јединици површине. Највећа језера површине веће од 100 km² су Сњардви и Мамри у Мазурији, као и Лебско и Дравско језеро у Поморју. Поред језера у равницама на северу, постоје и планинска језера у Татрама, од којих је Морскије Око површински највеће (34,9 хектара). Најдубље језеро је Хањча са 108,5 m дубине, у Подласком војводству.
Види још:
- Списак језера у Пољској
- Списак најдубљих језера у Пољској

### Обала
Део обале Балтичко мора који припада Пољској дуг је 528 km. Простире се од места Свиноујшће на острвима Уседом и Волин на западу, до места Криница Морска на Висланској превлаци на истоку. Пољска морска обала је великим делом равна и пешчана, и њу су обликовале морске струје и стални западни ветрови. Ту постоје многе литице, пешчане дине и превлаке, а за копно су карактеристичне баре и језера. Пример је Лебско језеро у Словинском националном парку. Најпознатије превлаке су полуострво Хел и Висланска превлака. Највеће пољско острво је Волин. Највећи лучки градови су Гдиња, Гдањск, Шчећин и Свинојушће. Позната летовалишта су: Сопот, Колобжег, Леба, Владиславово и полуострво Хел.

### Просторно планирање
Шуме покривају 28% површина. Преко половине територије се користи за пољопривреду, од чега највише за ратарство. Сточарство је заступљено у брдско-планинским подручјима. Преко 1% укупне површине (3.145 km²) отпада на 23 национална парка. По овоме Пољска заузима прво место у Европи. Већина пољских националних паркова налази се на југу земље. Поред њих, заштићене су и области река, језера и мочвара у централном делу земље, као и обале на северу.

### Флора и фауна
У Пољској живе неке животиње које су изумрле у остатку Европе, као што су: бизони у прашуми Бјаловјежа, мрки медведи у Бјаловјежи, Татрама и Карпатима, вукови и рисови у шумским подручјима, лосови на северу Пољске, даброви у Мазурији и Поморју. У шумама се сусрећу јелени и дивље свиње. На истоку Пољске постоје недирнуте прастаре шуме, од којих је најпознатија Бјаловјежа. Велика шумска подручја постоје и на планинама, у Мазурији, Поморју и доњој Шлеској.
Пољска је најважније подручје за размножавање европских птица селица. Четвртина свих птица које лети стигну у Европу, излеже птиће у Пољској, највише у обалским пределима и заштићеним мочварама река Бебжа, Нарев и Варта. У Мазурији има села где живи више рода него људи.

### Клима
Клима Пољске је умерена, која прелази у континенталну што се више иде на исток и југоисток. Лета су умерено топла са средњим температурама између 16 и 19 °C. Зиме су хладне са средњим температурама од 0 °C на северозападу, до −5 °C на југоистоку. Падавина има током читаве године, при чему су на истоку зиме сушније од лета.
- Климатски дијаграм Гдиње
- Климатски дијаграм Варшаве
- Климатски дијаграм Кракова
- Климатски дијаграм Закопана